# Pseudosymblepharis circinnatula
Pseudosymblepharis circinnatula är en bladmossart som beskrevs av Richard Henry Zander 1993. Pseudosymblepharis circinnatula ingår i släktet Pseudosymblepharis och familjen Pottiaceae. Inga underarter finns listade i Catalogue of Life.